# Římskokatolická farnost Slavoňov
Římskokatolická farnost Slavoňov je územním společenstvím římských katolíků v rámci náchodského vikariátu královéhradecké diecéze.

## O farnosti

### Historie
Ves Slavoňov byla založena zřejmě v roce 1167. V roce 1553 byl vystavěn dřevěný farní kostel, zasvěcený svatému Janu Křtiteli. V přifařené Rokoli vzniklo poutní místo, a od roku 1939 se Rokole stala duchovním centrem tzv. Schönstattského hnutí. Později se zde usadila komunita řeholních sester.

### Duchovní správci
- okolo r. 1833  R.D. Josef Valášek, farář a děkan (* 4. ledna 1792 Lipchyně – † 4. března 1858 Ronov n. D.)
- ? – 1854 R.D. Anton Wejček, předtím zdejší kaplan

- 1854 – 1874 R.D. Josef Chaloupka
- 1874 – 1875 R.D. Josef Přibyl, předtím zdejší kaplan
- 1875 – 1890 R.D. Alois Effenberger
- 1890 – 1895 R.D. František Kašťák, farář (* 19. února 1852 Dolní Sytová – † 24. června 1920 Ronov n. D.)
- 1895 – 1896 R.D. František Víša
- 1896 – 1929 R.D. Václav Vojnar
- 1929 – ?? R.D. Jaroslav Pavelka
- okolo r. 1961 R.D. František Pecina
- 1983 – 1990 R.D. František Šotola (* 12. října 1928 Trhová Kamenice – † 1. listopadu 2017 Slavoňov)
- 1990 – 2001 ???
- 2001 – 2017 R.D. František Šotola (* 12. října 1928 Trhová Kamenice – † 1. listopadu 2017 Slavoňov)
- 2017 – 2019 spravována ex currendo
- 2019 – dosud R.D. Mons. Vladimír Hronek (* 1944) (administrátor in spiritualibus)

### Současnost
Farnost má sídelního duchovního správce, který má na starosti pouze tuto jedinou farnost. V letech 2001– 2017 jím byl R. D. František Šotola. V letech 2017–2019 byla spravována ex curendo odjinud. Od roku 2019 jím místním farářem Mons. Vladimír Hronek. Ve farnosti žije jako poustevník také kněz Miloš Pachr. Řeholní sestry působí v Rokoli stále.
| Kostel                               | Místo            | Bohoslužba                    | Bohoslužba                            | Poznámka        |
| ------------------------------------ | ---------------- | ----------------------------- | ------------------------------------- | --------------- |
| Kostel Panny Marie Rokolské          | Rokole           | neděle                        | 15.00                                 | poutní kostel   |
| Kaple Matky Boží třikrát podivuhodné | Rokole           | 18. den v měsíci              | 12.00                                 | poutní kaple    |
| Kaple Nejsvětější Trojice            | Rokole - klášter | denně (vč. neděle)            | 7.30                                  | klášterní kaple |
| Kaple Panny Marie u studánky         | Rokole           | 1x ročně, poutní              | 1x ročně, poutní                      | poutní kaple    |
| Kostel svatého Jana Křtitele         | Slavoňov         | neděle pondělí – pátek sobota | 9.00 16.30 v zimě, 18.00 v létě 16.30 | farní kostel    |